# Monarca pissarrós
El monarca pissarrós (Mayrornis schistaceus) és un ocell de la família dels monàrquids (Monarchidae).

## Hàbitat i distribució
Habita els boscos de l'illa de Vanikoro i el proper illot Teanu, de les illes Temotu, a les Salomó sud-orientals.